# Campionatul Mondial de Handbal Masculin din 2007
A 20-a ediție a Campionatului Mondial de Handbal Masculin a avut loc în perioada 19 ianuarie - 4 februarie 2007 în Germania. Germania a câștigat campionatul după ce a învins în finală Polonia cu scorul de 29 - 24 și a devenit pentru a doua oară campioană mondială.

## Locuri competiție
24 de echipe naționale au jucat în 12 orașe germane.
| Sală | Informații | Oraș      | Capacitate |
| ---- | --- | --------- | ---------- |
|      | Kölnarena A fost construită după planurile arhitectului Peter Böhm, a costat 153 de milioane de €. A fost inaugurată în octombrie 1998.                               | Köln      | 19.500     |
|      | SAP Arena Arena este folosită în special pentru hochei pe gheață și pentru handbal, a costat 70 de milioane de €. A fost inaugurată la 2 septembrie 2005.             | Mannheim  | 14.300     |
|      | Color Line Arena Arena este folosită în special pentru hochei pe gheață și pentru handbal, a costat 83 de milioane de €. A fost inaugurată la 8 noiembrie 2002.       | Hamburg   | 13.800     |
|      | Westfalenhalle Clădirea originală a fost inaugurată în 1925 dar a fost distrusă în timpul celui de-Al Doilea Război Mondial. Clădirea nouă a fost inaugurată în 1952. | Dortmund  | 12.000     |
|      | Gerry-Weber-Stadion Inaugurată în 1992. | Halle     | 11.000     |
|      | Sparkassen-Arena Sală multifuncțională inaugurată la 17 iunie 1951 și renovată în 2001.                                                                               | Kiel      | 10.250     |
|      | Max-Schmeling-Halle Arena este denumită după faimosul boxer german boxer Max Schmeling. A fost inaugurată la 14 decembrie 1996 în prezența lui Max Schmeling.         | Berlin    | 10.000     |
|      | AWD-Dome Este cea mai mare sală acoperită din Bremen, Germania. | Bremen    | 9.200      |
|      | Bördelandhalle | Magdeburg | 7.850      |
|      | Porsche Arena A fost inaugurată în 2006. | Stuttgart | 6.100      |
|      | Lipperlandhalle | Lemgo     | 5.000      |
|      | Rittal Arena Wetzlar A fost inaugurată în 2005. Este sala clubului HSG Wetzlar în Bundesliga.                                                                         | Wetzlar   | 5.000      |

## Runda preliminară
|  | Echipă care a avansat în Runda principală |

### Grupa A
| Grupa A (Wetzlar)                                                |            |   |   |   |   |     |     |     |        |
|                                                                  | Echipe     | J | C | E | P | G+  | G-  | Dif | Puncte |
| 1                                                                | Slovenia   | 3 | 3 | 0 | 0 | 102 | 71  | +31 | 6      |
| 2                                                                | Tunisia    | 3 | 2 | 0 | 1 | 97  | 77  | +20 | 4      |
| 3                                                                | Kuwait     | 3 | 1 | 0 | 2 | 85  | 94  | -9  | 2      |
| 4                                                                | Groenlanda | 3 | 0 | 0 | 3 | 68  | 110 | -42 | 0      |
| Echipele clasate pe locurile 3-4 au jucat în Cupa Președintelui. |            |   |   |   |   |     |     |     |        |

| 20 ianuarie 2007 18:00 | Slovenia | 35–21 | Groenlanda | Rittal Arena Wetzlar, Wetzlar Asistență: 4.200 |
| 20 ianuarie 2007 18:00 | (17–9)   |       |            | Rittal Arena Wetzlar, Wetzlar Asistență: 4.200 |
| 20 ianuarie 2007 18:00 | Raport   |       |            | Rittal Arena Wetzlar, Wetzlar Asistență: 4.200 |

| 20 ianuarie 2007 20:00 | Tunisia | 34–23 | Kuweit | Rittal Arena Wetzlar, Wetzlar Asistență: 4.000 |
| 20 ianuarie 2007 20:00 | (14–11) |       |        | Rittal Arena Wetzlar, Wetzlar Asistență: 4.000 |
| 20 ianuarie 2007 20:00 | Raport  |       |        | Rittal Arena Wetzlar, Wetzlar Asistență: 4.000 |

| 21 ianuarie 2007 16:00 | Groenlanda | 20–36 | Tunisia | Rittal Arena Wetzlar, Wetzlar Asistență: 4.000 |
| 21 ianuarie 2007 16:00 | (4–17)     |       |         | Rittal Arena Wetzlar, Wetzlar Asistență: 4.000 |
| 21 ianuarie 2007 16:00 | Raport     |       |         | Rittal Arena Wetzlar, Wetzlar Asistență: 4.000 |

| 21 ianuarie 2007 18:00 | Kuweit  | 23–33 | Slovenia | Rittal Arena Wetzlar, Wetzlar Asistență: 4.000 |
| 21 ianuarie 2007 18:00 | (11–17) |       |          | Rittal Arena Wetzlar, Wetzlar Asistență: 4.000 |
| 21 ianuarie 2007 18:00 | Raport  |       |          | Rittal Arena Wetzlar, Wetzlar Asistență: 4.000 |

| 22 ianuarie 2007 18:00 | Kuweit  | 39–27 | Groenlanda | Rittal Arena Wetzlar, Wetzlar Asistență: 4.000 |
| 22 ianuarie 2007 18:00 | (19–13) |       |            | Rittal Arena Wetzlar, Wetzlar Asistență: 4.000 |
| 22 ianuarie 2007 18:00 | Raport  |       |            | Rittal Arena Wetzlar, Wetzlar Asistență: 4.000 |

| 22 ianuarie 2007 20:00 | Tunisia | 27–34 | Slovenia | Rittal Arena Wetzlar, Wetzlar Asistență: 4.000 |
| 22 ianuarie 2007 20:00 | (14–16) |       |          | Rittal Arena Wetzlar, Wetzlar Asistență: 4.000 |
| 22 ianuarie 2007 20:00 | Raport  |       |          | Rittal Arena Wetzlar, Wetzlar Asistență: 4.000 |

### Grupa B
| Grupa B (Magdeburg)                                              |           |   |   |   |   |     |     |     |        |
|                                                                  | Echipe    | J | C | E | P | G+  | G-  | Dif | Puncte |
| 1                                                                | Islanda   | 3 | 2 | 0 | 1 | 106 | 76  | +30 | 4      |
| 2                                                                | Franța    | 3 | 2 | 0 | 1 | 103 | 63  | +40 | 4      |
| 3                                                                | Ukraina   | 3 | 2 | 0 | 1 | 90  | 79  | +11 | 4      |
| 4                                                                | Australia | 3 | 0 | 0 | 3 | 48  | 129 | -81 | 0      |
| Echipele clasate pe locurile 3-4 au jucat în Cupa Președintelui. |           |   |   |   |   |     |     |     |        |

| 20 ianuarie 2007 16:00 | Islanda | 45–20 | Australia | Bördelandhalle, Magdeburg Asistență: 7.200 |
| 20 ianuarie 2007 16:00 | (26–9)  |       |           | Bördelandhalle, Magdeburg Asistență: 7.200 |
| 20 ianuarie 2007 16:00 | Raport  |       |           | Bördelandhalle, Magdeburg Asistență: 7.200 |

| 20 ianuarie 2007 18:00 | Franța | 32–21 | Ucraina | Bördelandhalle, Magdeburg Asistență: 7.300 |
| 20 ianuarie 2007 18:00 | (17–8) |       |         | Bördelandhalle, Magdeburg Asistență: 7.300 |
| 20 ianuarie 2007 18:00 | Raport |       |         | Bördelandhalle, Magdeburg Asistență: 7.300 |

| 21 ianuarie 2007 16:00 | Australia | 10–47 | Franța | Bördelandhalle, Magdeburg Asistență: 7.200 |
| 21 ianuarie 2007 16:00 | (5–25)    |       |        | Bördelandhalle, Magdeburg Asistență: 7.200 |
| 21 ianuarie 2007 16:00 | Raport    |       |        | Bördelandhalle, Magdeburg Asistență: 7.200 |

| 21 ianuarie 2007 18:00 | Ucraina | 32–29 | Islanda | Bördelandhalle, Magdeburg Asistență: 7.400 |
| 21 ianuarie 2007 18:00 | (12–13) |       |         | Bördelandhalle, Magdeburg Asistență: 7.400 |
| 21 ianuarie 2007 18:00 | Raport  |       |         | Bördelandhalle, Magdeburg Asistență: 7.400 |

| 22 ianuarie 2007 18:00 | Ucraina | 37–18 | Australia | Bördelandhalle, Magdeburg Asistență: 7.000 |
| 22 ianuarie 2007 18:00 | (18–8)  |       |           | Bördelandhalle, Magdeburg Asistență: 7.000 |
| 22 ianuarie 2007 18:00 | Raport  |       |           | Bördelandhalle, Magdeburg Asistență: 7.000 |

| 22 ianuarie 2007 20:00 | Franța | 24–32 | Islanda | Bördelandhalle, Magdeburg Asistență: 7.500 |
| 22 ianuarie 2007 20:00 | (8–18) |       |         | Bördelandhalle, Magdeburg Asistență: 7.500 |
| 22 ianuarie 2007 20:00 | Raport |       |         | Bördelandhalle, Magdeburg Asistență: 7.500 |

### Grupa C
| Grupa C (Berlin/Halle)                                           |           |   |   |   |   |    |    |     |        |
|                                                                  | Echipe    | J | C | E | P | G+ | G- | Dif | Puncte |
| 1                                                                | Polonia   | 3 | 3 | 0 | 0 | 87 | 63 | +24 | 6      |
| 2                                                                | Germania  | 3 | 2 | 0 | 1 | 84 | 69 | +15 | 4      |
| 3                                                                | Argentina | 3 | 1 | 0 | 2 | 57 | 81 | -24 | 2      |
| 4                                                                | Brazilia  | 3 | 0 | 0 | 3 | 65 | 80 | -15 | 0      |
| Echipele clasate pe locurile 3-4 au jucat în Cupa Președintelui. |           |   |   |   |   |    |    |     |        |

| 19 ianuarie 2007 17:30 | Germania | 27–22 | Brazilia | Max-Schmeling-Halle, Berlin Asistență: 10.000 |
| 19 ianuarie 2007 17:30 | (12–10)  |       |          | Max-Schmeling-Halle, Berlin Asistență: 10.000 |
| 19 ianuarie 2007 17:30 | Raport   |       |          | Max-Schmeling-Halle, Berlin Asistență: 10.000 |

| 20 ianuarie 2007 19:30 | Polonia | 29–15 | Argentina | Gerry Weber Stadion, Halle Asistență: 6.500 |
| 20 ianuarie 2007 19:30 | (12–9)  |       |           | Gerry Weber Stadion, Halle Asistență: 6.500 |
| 20 ianuarie 2007 19:30 | Raport  |       |           | Gerry Weber Stadion, Halle Asistență: 6.500 |

| 21 ianuarie 2007 15:30 | Brazilia | 23–31 | Polonia | Gerry Weber Stadion, Halle Asistență: 11.000 |
| 21 ianuarie 2007 15:30 | (13–15)  |       |         | Gerry Weber Stadion, Halle Asistență: 11.000 |
| 21 ianuarie 2007 15:30 | Raport   |       |         | Gerry Weber Stadion, Halle Asistență: 11.000 |

| 21 ianuarie 2007 17:30 | Argentina | 20–32 | Germania | Gerry Weber Stadion, Halle Asistență: 11.000 |
| 21 ianuarie 2007 17:30 | (11–17)   |       |          | Gerry Weber Stadion, Halle Asistență: 11.000 |
| 21 ianuarie 2007 17:30 | Raport    |       |          | Gerry Weber Stadion, Halle Asistență: 11.000 |

| 22 ianuarie 2007 17:00 | Germania | 25–27 | Polonia | Gerry Weber Stadion, Halle Asistență: 11.000 |
| 22 ianuarie 2007 17:00 | (12–14)  |       |         | Gerry Weber Stadion, Halle Asistență: 11.000 |
| 22 ianuarie 2007 17:00 | Raport   |       |         | Gerry Weber Stadion, Halle Asistență: 11.000 |

| 22 ianuarie 2007 19:30 | Brazilia | 20–22 | Argentina | Gerry Weber Stadion, Halle Asistență: 11.000 |
| 22 ianuarie 2007 19:30 | (10–7)   |       |           | Gerry Weber Stadion, Halle Asistență: 11.000 |
| 22 ianuarie 2007 19:30 | Raport   |       |           | Gerry Weber Stadion, Halle Asistență: 11.000 |

### Grupa D
| Grupa D (Bremen)                                                 |        |   |   |   |   |     |     |     |        |
|                                                                  | Echipe | J | C | E | P | G+  | G-  | Dif | Puncte |
| 1                                                                | Spania | 3 | 3 | 0 | 0 | 109 | 76  | +33 | 6      |
| 2                                                                | Cehia  | 3 | 2 | 0 | 1 | 97  | 88  | +9  | 4      |
| 3                                                                | Egipt  | 3 | 1 | 0 | 2 | 94  | 88  | +6  | 2      |
| 4                                                                | Qatar  | 3 | 0 | 0 | 3 | 65  | 113 | -48 | 0      |
| Echipele clasate pe locurile 3-4 au jucat în Cupa Președintelui. |        |   |   |   |   |     |     |     |        |

| 20 ianuarie 2007 15:45 | Cehia   | 37–23 | Qatar | AWD-Dome, Bremen Asistență: 7.100 |
| 20 ianuarie 2007 15:45 | (18–11) |       |       | AWD-Dome, Bremen Asistență: 7.100 |
| 20 ianuarie 2007 15:45 | Raport  |       |       | AWD-Dome, Bremen Asistență: 7.100 |

| 20 ianuarie 2007 18:00 | Spania  | 33–29 | Egipt | AWD-Dome, Bremen Asistență: 7.500 |
| 20 ianuarie 2007 18:00 | (16–16) |       |       | AWD-Dome, Bremen Asistență: 7.500 |
| 20 ianuarie 2007 18:00 | Raport  |       |       | AWD-Dome, Bremen Asistență: 7.500 |

| 21 ianuarie 2007 15:45 | Qatar  | 18–41 | Spania | AWD-Dome, Bremen Asistență: 4.600 |
| 21 ianuarie 2007 15:45 | (9–21) |       |        | AWD-Dome, Bremen Asistență: 4.600 |
| 21 ianuarie 2007 15:45 | Raport |       |        | AWD-Dome, Bremen Asistență: 4.600 |

| 21 ianuarie 2007 18:00 | Egipt   | 30–31 | Cehia | AWD-Dome, Bremen Asistență: 5.700 |
| 21 ianuarie 2007 18:00 | (17–17) |       |       | AWD-Dome, Bremen Asistență: 5.700 |
| 21 ianuarie 2007 18:00 | Raport  |       |       | AWD-Dome, Bremen Asistență: 5.700 |

| 22 ianuarie 2007 18:00 | Egipt   | 35–24 | Qatar | AWD-Dome, Bremen Asistență: 4.600 |
| 22 ianuarie 2007 18:00 | (14–11) |       |       | AWD-Dome, Bremen Asistență: 4.600 |
| 22 ianuarie 2007 18:00 | Raport  |       |       | AWD-Dome, Bremen Asistență: 4.600 |

| 22 ianuarie 2007 20:00 | Spania  | 35–29 | Cehia | AWD-Dome, Bremen Asistență: 6.400 |
| 22 ianuarie 2007 20:00 | (19–15) |       |       | AWD-Dome, Bremen Asistență: 6.400 |
| 22 ianuarie 2007 20:00 | Raport  |       |       | AWD-Dome, Bremen Asistență: 6.400 |

### Grupa E
| Grupa E (Kiel)                                                   |           |   |   |   |   |    |     |     |        |
|                                                                  | Echipe    | J | C | E | P | G+ | G-  | Dif | Puncte |
| 1                                                                | Ungaria   | 3 | 3 | 0 | 0 | 89 | 82  | +7  | 6      |
| 2                                                                | Danemarca | 3 | 2 | 0 | 1 | 95 | 75  | +20 | 4      |
| 3                                                                | Norvegia  | 3 | 1 | 0 | 2 | 88 | 65  | +23 | 2      |
| 4                                                                | Angola    | 3 | 0 | 0 | 3 | 64 | 114 | -50 | 0      |
| Echipele clasate pe locurile 3-4 au jucat în Cupa Președintelui. |           |   |   |   |   |    |     |     |        |

| 20 ianuarie 2007 18:15 | Norvegia | 41–13 | Angola | Ostseehalle, Kiel Asistență: 10.000 |
| 20 ianuarie 2007 18:15 | (21–8)   |       |        | Ostseehalle, Kiel Asistență: 10.000 |
| 20 ianuarie 2007 18:15 | Raport   |       |        | Ostseehalle, Kiel Asistență: 10.000 |

| 20 ianuarie 2007 20:15 | Danemarca | 29–30 | Ungaria | Ostseehalle, Kiel Asistență: 10.000 |
| 20 ianuarie 2007 20:15 | (11–13)   |       |         | Ostseehalle, Kiel Asistență: 10.000 |
| 20 ianuarie 2007 20:15 | Raport    |       |         | Ostseehalle, Kiel Asistență: 10.000 |

| 21 ianuarie 2007 18:15 | Angola  | 20–39 | Danemarca | Ostseehalle, Kiel Asistență: 9.000 |
| 21 ianuarie 2007 18:15 | (12–18) |       |           | Ostseehalle, Kiel Asistență: 9.000 |
| 21 ianuarie 2007 18:15 | Raport  |       |           | Ostseehalle, Kiel Asistență: 9.000 |

| 21 ianuarie 2007 20:15 | Ungaria | 25–22 | Norvegia | Ostseehalle, Kiel Asistență: 9.000 |
| 21 ianuarie 2007 20:15 | (15–12) |       |          | Ostseehalle, Kiel Asistență: 9.000 |
| 21 ianuarie 2007 20:15 | Raport  |       |          | Ostseehalle, Kiel Asistență: 9.000 |

| 22 ianuarie 2007 18:15 | Ungaria | 34–31 | Angola | Ostseehalle, Kiel Asistență: 9.000 |
| 22 ianuarie 2007 18:15 | (19–15) |       |        | Ostseehalle, Kiel Asistență: 9.000 |
| 22 ianuarie 2007 18:15 | Raport  |       |        | Ostseehalle, Kiel Asistență: 9.000 |

| 22 ianuarie 2007 20:15 | Danemarca | 27–25 | Norvegia | Ostseehalle, Kiel Asistență: 9.000 |
| 22 ianuarie 2007 20:15 | (15–13)   |       |          | Ostseehalle, Kiel Asistență: 9.000 |
| 22 ianuarie 2007 20:15 | Raport    |       |          | Ostseehalle, Kiel Asistență: 9.000 |

### Grupa F
| Grupa F (Stuttgart)                                              |               |   |   |   |   |     |     |     |        |
|                                                                  | Echipe        | J | C | E | P | G+  | G-  | Dif | Puncte |
| 1                                                                | Croația       | 3 | 3 | 0 | 0 | 108 | 72  | +36 | 6      |
| 2                                                                | Rusia         | 3 | 1 | 1 | 1 | 94  | 83  | +11 | 3      |
| 3                                                                | Coreea de Sud | 3 | 1 | 1 | 1 | 87  | 92  | -5  | 3      |
| 4                                                                | Maroc         | 3 | 0 | 0 | 3 | 60  | 102 | -42 | 0      |
| Echipele clasate pe locurile 3-4 au jucat în Cupa Președintelui. |               |   |   |   |   |     |     |     |        |

| 20 ianuarie 2007 16:00 | Croația | 35–22 | Maroc | Porsche-Arena, Stuttgart Asistență: 5.900 |
| 20 ianuarie 2007 16:00 | (18–11) |       |       | Porsche-Arena, Stuttgart Asistență: 5.900 |
| 20 ianuarie 2007 16:00 | Raport  |       |       | Porsche-Arena, Stuttgart Asistență: 5.900 |

| 20 ianuarie 2007 18:00 | Rusia         | 32–32   | Coreea de Sud | Porsche-Arena, Stuttgart Asistență: 5.900 Arbitri: Krstić, Ljubič |
| 20 ianuarie 2007 18:00 | Rastvortsev 7 | (15–17) | Cho 8         | Porsche-Arena, Stuttgart Asistență: 5.900 Arbitri: Krstić, Ljubič |
| 20 ianuarie 2007 18:00 | 5× 3×         | Raport  | 2× 3×         | Porsche-Arena, Stuttgart Asistență: 5.900 Arbitri: Krstić, Ljubič |

| 21 ianuarie 2007 16:00 | Maroc        | 19–35  | Rusia        | Porsche-Arena, Stuttgart Asistență: 5.900 Arbitri: Krstić, Ljubič |
| 21 ianuarie 2007 16:00 | El Morabet 5 | (7–15) | Koksharov 11 | Porsche-Arena, Stuttgart Asistență: 5.900 Arbitri: Krstić, Ljubič |
| 21 ianuarie 2007 16:00 | 6× 3× 1×     | Raport | 2× 3×        | Porsche-Arena, Stuttgart Asistență: 5.900 Arbitri: Krstić, Ljubič |

| 21 ianuarie 2007 18:00 | Coreea de Sud | 23–41 | Croația | Porsche-Arena, Stuttgart Asistență: 5.900 |
| 21 ianuarie 2007 18:00 | (9–20)        |       |         | Porsche-Arena, Stuttgart Asistență: 5.900 |
| 21 ianuarie 2007 18:00 | Raport        |       |         | Porsche-Arena, Stuttgart Asistență: 5.900 |

| 22 ianuarie 2007 18:00 | Maroc  | 19–32 | Coreea de Sud | Porsche-Arena, Stuttgart Asistență: 5.900 |
| 22 ianuarie 2007 18:00 | (9–14) |       |               | Porsche-Arena, Stuttgart Asistență: 5.900 |
| 22 ianuarie 2007 18:00 | Raport |       |               | Porsche-Arena, Stuttgart Asistență: 5.900 |

| 22 ianuarie 2007 20:00 | Croația  | 32–27   | Rusia    | Porsche-Arena, Stuttgart Asistență: 5.900 Arbitri: Bord, Buy |
| 22 ianuarie 2007 20:00 | Džomba 8 | (16–11) | Ivanov 6 | Porsche-Arena, Stuttgart Asistență: 5.900 Arbitri: Bord, Buy |
| 22 ianuarie 2007 20:00 | 2× 3×    | Raport  | 5× 3×    | Porsche-Arena, Stuttgart Asistență: 5.900 Arbitri: Bord, Buy |

## Runda principală

### Grupa I
| Loc | Echipa       | MJ | V | E | Î | GM  | GP  | DG  | Pct | Calificare             |
| --- | ------------ | -- | - | - | - | --- | --- | --- | --- | ---------------------- |
| 1   | Polonia      | 5  | 4 | 0 | 1 | 162 | 147 | +15 | 8   | Sferturile de finală   |
| 2   | Germania (H) | 5  | 4 | 0 | 1 | 157 | 138 | +19 | 8   | Sferturile de finală   |
| 3   | Islanda      | 5  | 3 | 0 | 2 | 161 | 153 | +8  | 6   | Sferturile de finală   |
| 4   | Franța       | 5  | 3 | 0 | 2 | 142 | 128 | +14 | 6   | Sferturile de finală   |
| 5   | Slovenia     | 5  | 1 | 0 | 4 | 140 | 165 | −25 | 2   | meciul pentru locul 9  |
| 6   | Tunisia      | 5  | 0 | 0 | 5 | 142 | 173 | −31 | 0   | meciul pentru locul 11 |

| 24 ianuarie 2007 17:30 | Slovenia | 29–35 | Germania | Gerry Weber Stadion, Halle Asistență: 11.000 |
| 24 ianuarie 2007 17:30 | (14–17)  |       |          | Gerry Weber Stadion, Halle Asistență: 11.000 |
| 24 ianuarie 2007 17:30 | Raport   |       |          | Gerry Weber Stadion, Halle Asistență: 11.000 |

| 24 ianuarie 2007 17:30 | Tunisia | 30–36 | Islanda | Westfalenhallen, Dortmund Asistență: 5.000 |
| 24 ianuarie 2007 17:30 | (19–16) |       |         | Westfalenhallen, Dortmund Asistență: 5.000 |
| 24 ianuarie 2007 17:30 | Raport  |       |         | Westfalenhallen, Dortmund Asistență: 5.000 |

| 24 ianuarie 2007 19:30 | Franța  | 31–22 | Polonia | Westfalenhallen, Dortmund Asistență: 8.000 |
| 24 ianuarie 2007 19:30 | (11–12) |       |         | Westfalenhallen, Dortmund Asistență: 8.000 |
| 24 ianuarie 2007 19:30 | Raport  |       |         | Westfalenhallen, Dortmund Asistență: 8.000 |

| 25 ianuarie 2007 16:30 | Tunisia | 28–35 | Germania | Westfalenhallen, Dortmund Asistență: 12.000 |
| 25 ianuarie 2007 16:30 | (11–19) |       |          | Westfalenhallen, Dortmund Asistență: 12.000 |
| 25 ianuarie 2007 16:30 | Raport  |       |          | Westfalenhallen, Dortmund Asistență: 12.000 |

| 25 ianuarie 2007 18:30 | Polonia | 35–33 | Islanda | Gerry Weber Stadion, Halle Asistență: 5.900 |
| 25 ianuarie 2007 18:30 | (12–14) |       |         | Gerry Weber Stadion, Halle Asistență: 5.900 |
| 25 ianuarie 2007 18:30 | Raport  |       |         | Gerry Weber Stadion, Halle Asistență: 5.900 |

| 25 ianuarie 2007 20:30 | Franța  | 33–19 | Slovenia | Gerry Weber Stadion, Halle Asistență: 5.900 |
| 25 ianuarie 2007 20:30 | (18–10) |       |          | Gerry Weber Stadion, Halle Asistență: 5.900 |
| 25 ianuarie 2007 20:30 | Raport  |       |          | Gerry Weber Stadion, Halle Asistență: 5.900 |

| 27 ianuarie 2007 16:30 | Franța | 26–29 | Germania | Westfalenhallen, Dortmund Asistență: 12.000 |
| 27 ianuarie 2007 16:30 | (9–14) |       |          | Westfalenhallen, Dortmund Asistență: 12.000 |
| 27 ianuarie 2007 16:30 | Raport |       |          | Westfalenhallen, Dortmund Asistență: 12.000 |

| 27 ianuarie 2007 18:00 | Islanda | 32–31 | Slovenia | Gerry Weber Stadion, Halle Asistență: 7.500 |
| 27 ianuarie 2007 18:00 | (17–15) |       |          | Gerry Weber Stadion, Halle Asistență: 7.500 |
| 27 ianuarie 2007 18:00 | Raport  |       |          | Gerry Weber Stadion, Halle Asistență: 7.500 |

| 27 ianuarie 2007 20:00 | Polonia | 40–31 | Tunisia | Gerry Weber Stadion, Halle Asistență: 7.500 |
| 27 ianuarie 2007 20:00 | (17–13) |       |         | Gerry Weber Stadion, Halle Asistență: 7.500 |
| 27 ianuarie 2007 20:00 | Raport  |       |         | Gerry Weber Stadion, Halle Asistență: 7.500 |

| 28 ianuarie 2007 15:30 | Germania | 33–28 | Islanda | Westfalenhallen, Dortmund Asistență: 12.000 |
| 28 ianuarie 2007 15:30 | (17–11)  |       |         | Westfalenhallen, Dortmund Asistență: 12.000 |
| 28 ianuarie 2007 15:30 | Raport   |       |         | Westfalenhallen, Dortmund Asistență: 12.000 |

| 28 ianuarie 2007 17:30 | Slovenia | 27–38 | Polonia | Gerry Weber Stadion, Halle Asistență: 5.600 |
| 28 ianuarie 2007 17:30 | (13–17)  |       |         | Gerry Weber Stadion, Halle Asistență: 5.600 |
| 28 ianuarie 2007 17:30 | Raport   |       |         | Gerry Weber Stadion, Halle Asistență: 5.600 |

| 28 ianuarie 2007 19:30 | Franța  | 28–26 | Tunisia | Gerry Weber Stadion, Halle Asistență: 5.600 |
| 28 ianuarie 2007 19:30 | (18–11) |       |         | Gerry Weber Stadion, Halle Asistență: 5.600 |
| 28 ianuarie 2007 19:30 | Raport  |       |         | Gerry Weber Stadion, Halle Asistență: 5.600 |

### Grupa a II-a
| Loc | Echipa    | MJ | V | E | Î | GM  | GP  | DG  | Pct | Calificare             |
| --- | --------- | -- | - | - | - | --- | --- | --- | --- | ---------------------- |
| 1   | Croația   | 5  | 5 | 0 | 0 | 145 | 128 | +17 | 10  | Sferturile de finală   |
| 2   | Danemarca | 5  | 3 | 0 | 2 | 141 | 134 | +7  | 6   | Sferturile de finală   |
| 3   | Spania    | 5  | 3 | 0 | 2 | 152 | 145 | +7  | 6   | Sferturile de finală   |
| 4   | Rusia     | 5  | 2 | 0 | 3 | 136 | 142 | −6  | 4   | Sferturile de finală   |
| 5   | Ungaria   | 5  | 2 | 0 | 3 | 132 | 138 | −6  | 4   | meciul pentru locul 9  |
| 6   | Cehia     | 5  | 0 | 0 | 5 | 138 | 157 | −19 | 0   | meciul pentru locul 11 |

| 24 ianuarie 2007 16:15 | Cehia   | 25–28 | Ungaria | SAP Arena, Mannheim Asistență: 9.000 |
| 24 ianuarie 2007 16:15 | (10–17) |       |         | SAP Arena, Mannheim Asistență: 9.000 |
| 24 ianuarie 2007 16:15 | Raport  |       |         | SAP Arena, Mannheim Asistență: 9.000 |

| 24 ianuarie 2007 18:15 | Spania    | 33–29   | Rusia      | SAP Arena, Mannheim Asistență: 9.000 Arbitri: Lemme, Ullrich |
| 24 ianuarie 2007 18:15 | García 10 | (17–15) | Igropulo 6 | SAP Arena, Mannheim Asistență: 9.000 Arbitri: Lemme, Ullrich |
| 24 ianuarie 2007 18:15 | 2×        | Raport  | 1× 3×      | SAP Arena, Mannheim Asistență: 9.000 Arbitri: Lemme, Ullrich |

| 24 ianuarie 2007 20:15 | Danemarca | 26–28 | Croația | SAP Arena, Mannheim Asistență: 9.000 |
| 24 ianuarie 2007 20:15 | (12–15)   |       |         | SAP Arena, Mannheim Asistență: 9.000 |
| 24 ianuarie 2007 20:15 | Raport    |       |         | SAP Arena, Mannheim Asistență: 9.000 |

| 25 ianuarie 2007 16:15 | Cehia    | 26–30   | Rusia       | SAP Arena, Mannheim Asistență: 9.000 Arbitri: Abrahamsen, Kristiansen |
| 25 ianuarie 2007 16:15 | Jícha 10 | (14–12) | Koksharov 9 | SAP Arena, Mannheim Asistență: 9.000 Arbitri: Abrahamsen, Kristiansen |
| 25 ianuarie 2007 16:15 | 8× 3×    | Raport  | 6× 3×       | SAP Arena, Mannheim Asistență: 9.000 Arbitri: Abrahamsen, Kristiansen |

| 25 ianuarie 2007 18:15 | Croația | 25–18 | Ungaria | SAP Arena, Mannheim Asistență: 9.000 |
| 25 ianuarie 2007 18:15 | (12–8)  |       |         | SAP Arena, Mannheim Asistență: 9.000 |
| 25 ianuarie 2007 18:15 | Raport  |       |         | SAP Arena, Mannheim Asistență: 9.000 |

| 25 ianuarie 2007 20:15 | Danemarca | 27–23 | Spania | SAP Arena, Mannheim Asistență: 9.200 |
| 25 ianuarie 2007 20:15 | (15–11)   |       |        | SAP Arena, Mannheim Asistență: 9.200 |
| 25 ianuarie 2007 20:15 | Raport    |       |        | SAP Arena, Mannheim Asistență: 9.200 |

| 27 ianuarie 2007 16:15 | Croația | 31–29 | Cehia | SAP Arena, Mannheim Asistență: 12.500 |
| 27 ianuarie 2007 16:15 | (14–12) |       |       | SAP Arena, Mannheim Asistență: 12.500 |
| 27 ianuarie 2007 16:15 | Raport  |       |       | SAP Arena, Mannheim Asistență: 12.500 |

| 27 ianuarie 2007 18:15 | Ungaria | 31–33 | Spania | SAP Arena, Mannheim Asistență: 12.500 |
| 27 ianuarie 2007 18:15 | (15–17) |       |        | SAP Arena, Mannheim Asistență: 12.500 |
| 27 ianuarie 2007 18:15 | Raport  |       |        | SAP Arena, Mannheim Asistență: 12.500 |

| 27 ianuarie 2007 20:15 | Danemarca | 26–24   | Rusia       | SAP Arena, Mannheim Asistență: 12.500 Arbitri: Krstić, Ljubič |
| 27 ianuarie 2007 20:15 | Stryger 6 | (16–14) | Koksharov 8 | SAP Arena, Mannheim Asistență: 12.500 Arbitri: Krstić, Ljubič |
| 27 ianuarie 2007 20:15 | 4× 3×     | Raport  | 3×          | SAP Arena, Mannheim Asistență: 12.500 Arbitri: Krstić, Ljubič |

| 28 ianuarie 2007 16:15 | Spania  | 28–29 | Croația | SAP Arena, Mannheim Asistență: 12.500 |
| 28 ianuarie 2007 16:15 | (16–11) |       |         | SAP Arena, Mannheim Asistență: 12.500 |
| 28 ianuarie 2007 16:15 | Raport  |       |         | SAP Arena, Mannheim Asistență: 12.500 |

| 28 ianuarie 2007 18:15 | Rusia        | 26–25   | Ungaria | SAP Arena, Mannheim Asistență: 12.500 Arbitri: Bord, Buy |
| 28 ianuarie 2007 18:15 | Koksharov 10 | (12–15) | Gál 7   | SAP Arena, Mannheim Asistență: 12.500 Arbitri: Bord, Buy |
| 28 ianuarie 2007 18:15 | 5× 4×        | Raport  | 3×      | SAP Arena, Mannheim Asistență: 12.500 Arbitri: Bord, Buy |

| 28 ianuarie 2007 20:15 | Danemarca | 33–29 | Cehia | SAP Arena, Mannheim Asistență: 12.500 |
| 28 ianuarie 2007 20:15 | (17–15)   |       |       | SAP Arena, Mannheim Asistență: 12.500 |
| 28 ianuarie 2007 20:15 | Raport    |       |       | SAP Arena, Mannheim Asistență: 12.500 |

## Fazele eliminatorii

### Tablou
|  | Sferturi de finală | Sferturi de finală |                 |    | Semifinale  | Semifinale  |  |  | Finala | Finala |
|  |                    |                    |                 |    |             |             |  |  |        |        |
|  | 30 ianuarie        |                    |                 |    |             |             |  |  |        |        |
|  |                    |                    |                 |    |             |             |  |  |        |        |
|  | Spania             | 25                 |                 |    |             |             |  |  |        |        |
|  | Spania             | 25                 | 1 februarie     |    |             |             |  |  |        |        |
|  | Germania           | 27                 |                 |    |             |             |  |  |        |        |
|  | Germania           | 27                 | Germania (d.p.) | 32 |             |             |  |  |        |        |
|  | 30 ianuarie        |                    | Germania (d.p.) | 32 |             |             |  |  |        |        |
|  |                    | Franța             | 31              |    |             |             |  |  |        |        |
|  | Croația            | Franța             | 31              | 18 |             |             |  |  |        |        |
|  | Croația            |                    | 4 februarie     | 18 |             |             |  |  |        |        |
|  | Franța             | 21                 |                 |    |             |             |  |  |        |        |
|  | Franța             | 21                 | Germania        | 29 |             |             |  |  |        |        |
|  | 30 ianuarie        |                    | Germania        | 29 |             |             |  |  |        |        |
|  |                    | Polonia            | 24              |    |             |             |  |  |        |        |
|  | Polonia            | Polonia            | 24              | 28 |             |             |  |  |        |        |
|  | Polonia            | 1 februarie        |                 | 28 |             |             |  |  |        |        |
|  | Rusia              | 27                 |                 |    |             |             |  |  |        |        |
|  | Rusia              | 27                 | Polonia (d.p.)  | 36 |             |             |  |  |        |        |
|  | 30 ianuarie        |                    | Polonia (d.p.)  | 36 |             |             |  |  |        |        |
|  |                    | Danemarca          | 33              |    | Finala mică | Finala mică |  |  |        |        |
|  | Islanda            | Danemarca          | 33              | 41 | Finala mică | Finala mică |  |  |        |        |
|  | Islanda            |                    | 4 februarie     | 41 |             |             |  |  |        |        |
|  | Danemarca (d.p.)   | 42                 |                 |    |             |             |  |  |        |        |
|  | Danemarca (d.p.)   | 42                 | Franța          | 27 |             |             |  |  |        |        |
|  |                    |                    |                 |    |             |             |  |  |        |        |
|  | Danemarca          | 34                 |                 |    |             |             |  |  |        |        |
|  | Danemarca          | 34                 |                 |    |             |             |  |  |        |        |

## Clasament final
| Poz. | Echipă        |
| ---- | ------------- |
| 1    | Germania      |
| 2    | Polonia       |
| 3    | Danemarca     |
| 4    | Franța        |
| 5    | Croația       |
| 6    | Rusia         |
| 7    | Spania        |
| 8    | Islanda       |
| 9    | Ungaria       |
| 10   | Slovenia      |
| 11   | Tunisia       |
| 12   | Cehia         |
| 13   | Norvegia      |
| 14   | Ucraina       |
| 15   | Coreea de Sud |
| 16   | Argentina     |
| 17   | Egipt         |
| 18   | Kuweit        |
| 19   | Brazilia      |
| 20   | Maroc         |
| 21   | Angola        |
| 22   | Groenlanda    |
| 23   | Qatar         |
| 24   | Australia     |

| Campionatul Mondial de Handbal Masculin 2007 Germania Al doilea titlu Echipă Henning Fritz, Pascal Hens, Oliver Roggisch, Dominik Klein, Michael Haaß, Sebastian Preiß, Holger Glandorf, Johannes Bitter, Markus Baur, Christian Zeitz, Torsten Jansen, Andrej Klimovets, Michael Kraus, Florian Kehrmann, Lars Kaufmann și Christian Schwarzer. Antrenor: Heiner Brand. |